# Libellago phaethon
Libellago phaethon – gatunek ważki z rodziny Chlorocyphidae.